# Nó 7,4
Em teoria dos nós, o nó 7,4 é um nó com 7 cruzamentos, que pode ser visualmente descrito como uma forma altamente simétrica. Esse nó aparece em vários simbolismos e/ou ornamentos artísticos de várias culturas.

## Representações visuais
A imagem 1 ao lado, mostra o nó 7,4 na forma artística Celta, também encontrado em alguns bordados hauçás.
A versão entrelaçada da forma mais simples do símbolo do nó infinito do Budismo é topologicamente equivalente ao nó 7,4(que parece ter nove cruzamentos), como é a versão entrelaçada do hexagrama unicursal do ocultismo. (no Entanto, o símbolo do nó infinito tem formas mais complexas que não são equivalentes ao nó 7,4. Tanto o nó infinto, quanto o hexagrama unicursal podem aparecer em versões de não-entrelaçados, caso em que eles não são nós.)

### Galeria de imagens

Imagem 1
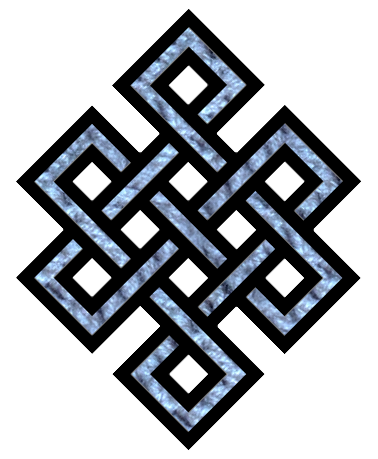
Imagem 2